# Uvariodendron kirkii
Uvariodendron kirkii är en kirimojaväxtart som beskrevs av Bernard Verdcourt. Uvariodendron kirkii ingår i släktet Uvariodendron och familjen kirimojaväxter. IUCN kategoriserar arten globalt som sårbar. Inga underarter finns listade i Catalogue of Life.